# Kloster Berg im Donaugau
Das Kloster Berg im Donaugau ist ein ehemaliges Benediktinerkloster. Das Kloster ist urkundlich unter dem Namen monasterium ad Perge gut belegt, es ist jedoch nicht sicher bekannt, wo es sich befand, zumeist wird der Bogenberg angenommen.

## Geschichte
Das St. Salvator geweihte Kloster wurde zwischen 768 und 772 von einem bairischen Adligen namens Wolchanhard als Eigenkloster gegründet. Dieser Wolchanhard ist von seinem Vater, dem vir nobilis Isinhart, an die Domkirche Salzburg zur geistlichen Erziehung übergeben worden. Gleichzeitig wird eine Besitzung am Wallersee der Domkirche übergeben, wohl als Benefizium für die Ausbildung und den Lebensunterhalt seines Sohnes. Nach den Breves Notitiae erscheint Wolchanhard mit seinem Bruder Gumpold bei der Tradition von Besitz in Anthering und Berg am Wallersee (heute Teil von Henndorf am Wallersee) an das Bistum Salzburg. Wolchanhard erscheint um 770 auch in der Liste der teilnehmenden Äbte bei der Synode von Dingolfing.
Dieser übergab sein Kloster vermutlich nach 788 (dem Zeitpunkt des Sturzes von Herzog Tassilo III.) an Karl den Großen und erhielt dafür Immunität und Königsmunt. Durch diese Übergabe konnte die Gründersippe ihre Nähe zum Herrscher betonen, zugleich wurde das Kloster dem Zugriff des Diözesanbischofs entzogen. 815 bestätigte Ludwig der Fromme dem Abt Sigihard diese Immunität (auctoritatem et mundeburdium).
Vom 18. Mai 875 ist eine Urkunde überliefert, in der König Ludwig der Deutsche der von ihm erbauten Stiftskirche zur Alten Kapelle zu Regensburg das Kloster Berg mit allen seinen Pertinenzen übergab. 885 wird Berg durch Kaiser Karl der Dicke an den Abt Engilmar von der alten Kapelle auf Lebenszeit verliehen. Über König Arnulf gelangte die Abtei Berg an Sighard I. von Ebersberg.
1019 schenkt Kaiser Heinrich II., der bereits 1009 die Alte Kapelle an das Bistum Bamberg verschenkt hatte, auch Berg an das Bistum Bamberg. Zur damaligen Zeit bestand das Kloster nicht mehr, laut der Übergabeurkunde wird der locus Berga im Donaugau noch als abbatia genannt.
Mit den Ungarneinfällen im 10. Jahrhundert ging die Abtei offenbar zugrunde; im Jahr 1019 wurde Berg nur mehr als gewöhnlicher Gutshof bezeugt.

## Äbte des Klosters Berg
- Wolchanhard (um 768)
- Sigihard (815)
- Sigismund
- Appolonius (826–830)